# Orgue des Coll d'en Rabassa
L'Orgue des Coll d'en Rabassa és un orgue romàntic de la Parròquia des Coll d'en Rabassa i fou construir l'any 1966 per la casa Amezua, per iniciativa del vicari, l'organista Mn. Antoni Matheu.
Aquest orgue és de tipus pneumàtic i està destinat a interpretar música romàntica del segle xix com, per exemple, la música de César Franck.

## Estat actual i procés de restauració
L'orgue està situat al centre de la paret posterior del cor de l'església amb la consola mirant cap a l'altar com sol ser habitual amb els orgues pneumàtics. L'instrument és idèntic al que hi ha a l'església del Seminari Nou i funciona correctament.
L'orgue es va restaurar l'any 2017, gràcies a la donació d'una feligresa, i es va encarregar al Mestre orguener Pere Reynés, Malgrat que la Parròquia està situada molt a prop de la mar, els tubs estaven en bon estat i això els va facilitar molt la restauració d'aquest instrument.
Aquest procés de restauració va durar al voltant de sis mesos. Una de les primeres tasques que es va realitzar va ser, aspirar tots els tubs per treure'n la pols acumulada durant tots aquests anys.

## Parts de l'orgue

### Orgue Major
L'orgue major consta dels tubs de la façana i l'interior del moble i és el primer teclat el qual té 61 notes. A la mà esquerra es troben els registres de: Flautat Major, Flautat, Octava, Violó, Tapadet, Flautes Dobles, Gran Ple, Nassards, Trompeta Batalla, Trompeta Reial, Baixó, Regalia i Xeremia. A la mà dreta es troben els registres de: Flautat Major, Flautat, Octava, Violó, Tapadet, Gran Ple, Corneta, Trompeta Magna, Trompeta, Clarí, Trompeta Reial, Dolçaina i Regalia

### Orgue recitatiu o expressiu
És el segon teclat que s'anomena orgue recitatiu o expressiu el qual també consta de 61 notes. I també consta d'un Pedalerde 30 notes. Aquest orgue també disposa de tres registres per al pedalier, vuit registres per a l'orgue major i deu registres per a l'orgue recitatiu i totes elles amb sonoritats molt romàntiques.